# Grypomyia gracilis
Grypomyia gracilis är en tvåvingeart som beskrevs av Kertesz 1923. Grypomyia gracilis ingår i släktet Grypomyia och familjen vapenflugor.
Artens utbredningsområde är Peru. Inga underarter finns listade i Catalogue of Life.